# プラトニズム
プラトニズム（希: Πλατωνισμός、ギリシア語ラテン翻字: Platōnismós、英: Platonism）またはプラトン主義とはプラトンの哲学またはプラトンの哲学に強く由来する哲学体系を指して言われる。狭義ではプラトンの実在論の教理を指して言われる。プラトニズムの中心的な構想は、知覚の対象であるが思惟の対象でない実在と思惟の対象であるが知覚の対象でない実在の区別である。この区別をするうえでイデア論は不可欠である。イデアは「パイドン」、「饗宴」、「国家」といった対話篇で、超絶した、完璧な原型として描かれている。日常的世界に存在するものはイデアの不完全なコピーにすぎないとされる。「国家」においては最高のイデアは善のイデアであり、善のイデアは他のすべてのイデアの源泉であって、理性によって知ることができるとされている。プラトンの対話篇で後期に分類されるソピステスでは有のイデア、同のイデア、異のイデアの三つが根本的な「最大の類」とされる。
紀元前3世紀にはアカデメイアの学頭のアルケシラオスが懐疑主義を採用したため、アカデメイアでは懐疑主義が中心教理となった。しかし紀元前90年にはアンティオコスがストア派の原理を取り入れ、懐疑主義を拒絶し、中期プラトニズムとして知られる時代が始まった。
紀元後3世紀にはプロティノスが神秘的要素を取り入れてネオプラトニズムを創始した。ネオプラトニズムでは存在の極致は一者つまり善であり、あらゆるものの源泉であるとされた。つまり、美徳と瞑想によって人間の魂は自身を上昇させ一者と合一することができると説かれた。
プラトニズムは西洋思想に大きな影響を与え、キリスト教にもプラトンの思想がよく取り入れられた。プラトニズムにおけるイデアがキリスト教では神の思考であると理解された。またネオプラトニズムもキリスト教神秘主義に他の何にもまして大きな影響を与えた。

## 概要
プラトニズムの基本的な構想はイデア論である。唯一の真なる存在はイデア、つまり普遍にして完全な範型であり、知覚の対象となる個々の物はイデアの不完全な模造であるとされる。知覚の対象は大抵絶え間ない変化に巻き込まれ、そのために本当の存在を奪われる。それぞれの数のイデアは個々の知覚の対象に由来しうる普遍的な構想としての数によって定義される。以下の引用箇所が中期プラトンの形而上学及び認識論をよく示している。
「国家」第5巻では、善のイデアが最高のイデア、他のすべてのイデアの原因であり、他のあらゆる物事が存在したりそれらを知覚することができるのは善のイデアによるとされている。知覚の印象による思いなしからは決して真なる存在、つまりイデアに関する知識を得ることはできない。それは知覚による災いや混乱から離れた魂の活動それ自体の内から、つまり理性の活動からのみ得られる。そういった活動の機構としての弁証法によって人はイデアの知識に、最終的には最高の善のイデアに到達できる。弁証法は最初の学問なのである。後のプロティノスによって創始されたネオプラトニズムは「国家」の善のイデアを、「パルメニデス(137c-152a)」のいわゆる超越的・究極的な一者と同一視した。
プラトンの倫理学は善のイデアを基盤とする。美徳は知識、つまり超越的な善のイデアの知識である。また、この知識のもとでは、人の魂は三つの部分、つまり理性・気概・情念の三つに分けられ、それぞれが役割を持っており、そのため人は知識・勇気・節度の三種類の美徳を持つ。別種の美徳を団結させる結合は正義の美徳であり、これによって魂の各部分はそれに適した働きだけをするようになる。
プラトニズムは西洋思想に大きな影響を与えた。「ティマイオス」の多くの解釈の内でプラトニズムやアリストテレス哲学が永遠不変の宇宙という考えをユダヤ教の伝統的な考え方に対立するものとして持ち込んだ。アリストテレス哲学とは違ってプラトニズムではイデアは質料に先立つものとされ、人間は魂と同一視される。プラトニズムに含まれる多くの思想はキリスト教において恒常的な位置を築いた。

## 歴史

### アカデメイア派

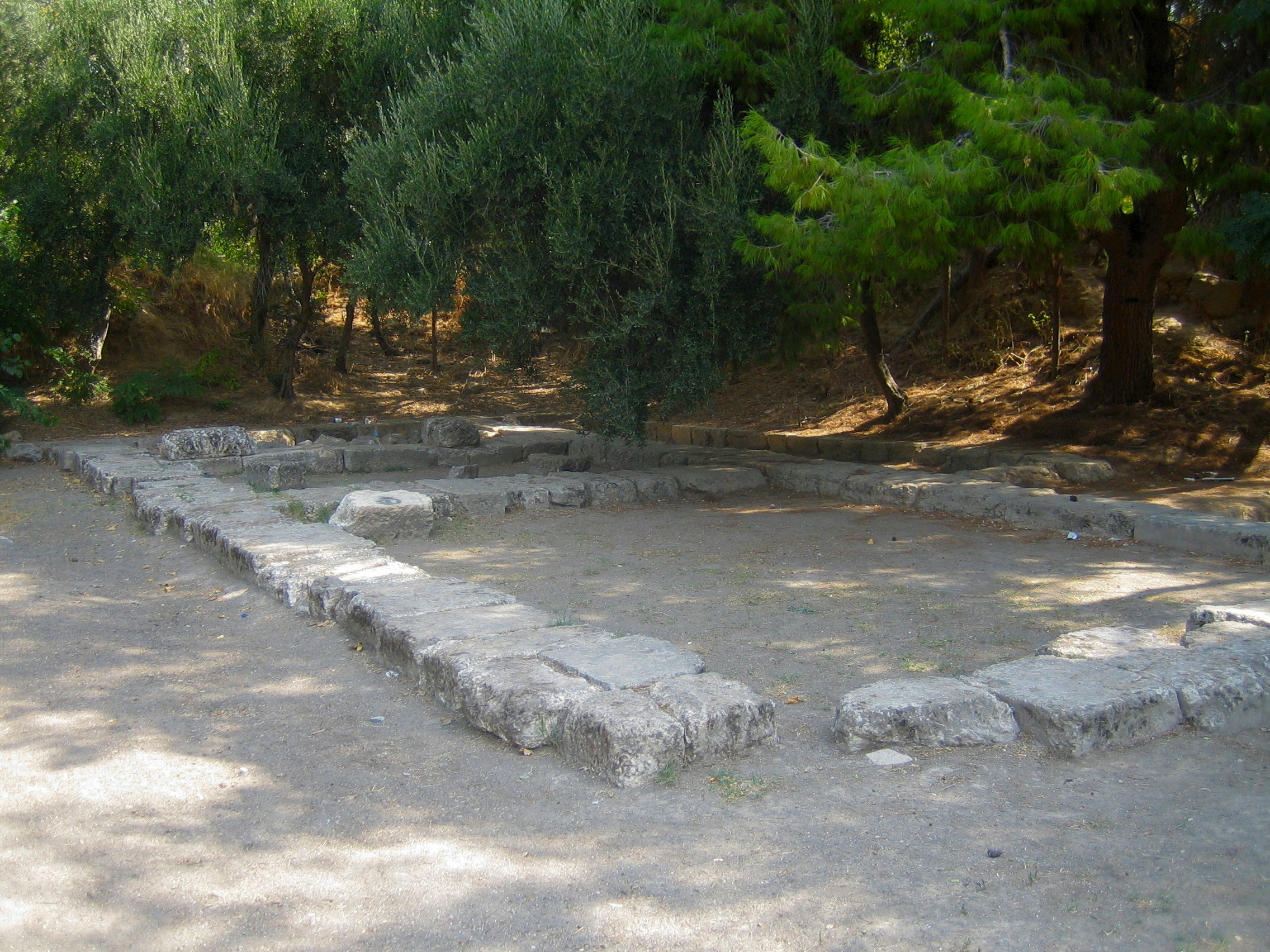
アテネにあるプラトンのアカデメイアの遺跡

プラトニズムは最初はプラトンの対話篇で説かれた。それら対話篇においてはソクラテスがいくつかの教理を説明するために使われているが、それらの教理がプラトンの師匠である歴史的なソクラテスの思想と同じであるかは不明である。プラトンはアテナイの城壁の外側にある聖林を含んだ地域であるアカデメイアで講義を行った。アカデメイアは長期にわたって存続した。アカデメイア派は古アカデメイア派、中期アカデメイア派、新アカデメイア派の三つの時代に分けられる。前期アカデメイアで最も重要な人物は、プラトンの後を継いで紀元前339年ごろまでアカデメイアの学頭であったスペウキッポス（プラトンの甥）と紀元前313年まで学頭であったクセノクラテスである。二人ともプラトンのイデア論とピュタゴラス派の数論を融合することに努めた。
紀元前266年にはアルケシラオスがアカデメイアの学頭になった。この時期は中期アカデメイア派として知られており、アカデメイア派懐疑主義がことさら強調された。中期アカデメイア派はストア派及びストア派の真理や真理に関する人の知識が確かであるという主張に対する攻撃が特徴である。新アカデメイア派は紀元前155年にアルケシラオスの後をついで4人目の学頭に就任したカルネアデスの時代に始まった。新アカデメイア派はやはり強く懐疑主義的で、究極的真理を知ることは不可能であるとした。
アルケシラオスもカルネアデスも自身らがプラトンの教義を維持していると信じていた。
紀元前86年、共和政ローマに反旗を翻したポントス王国に味方したアテナイは、執政官スッラによって占領され（第一次ミトリダテス戦争）、アカデメイア派は終わりを告げた。

### 中期プラトニズム
アカデメイア崩壊後、プラトンのテキストを権威化する哲学者たちが現れる。彼らは「プラトン主義者」を名乗り、アカデメイアを中心に活動していた学者たちを「アカデメイア派」と呼んで区別した。また、当時のプラトン主義者の中には、ピュタゴラス派（アパメアのヌメニオスら新ピュタゴラス派）も存在し、プラトンの思想の根源（または並び立つ存在）としてピュタゴラスを神格化した。
中期プラトニズムは、紀元前90年ごろ、アスカロンのアンティオコスが懐疑主義を拒絶したところから始まる。中期プラトニズムにおいてプラトニズムは幾分か逍遥学派の、そして多大にストア派の教義と融合させられた。中期プラトニズムでは、イデアは理性的な精神に対して超越的なのではなく精神に内在的なものであって、また物理的世界は生きていて、魂の中に内在するものであるという、宇宙霊魂が提唱された。プルタルコスも著名になる以前の中期プラトニストの一人である。中期プラトニズムの折衷的な性質はアレクサンドリアのフィロンによるユダヤ哲学との融合に窺える。

### ネオプラトニズム
3世紀に、プロティノスがプラトニズムをネオプラトニズムに作り直した。ネオプラトニズムでは中期プラトニズムが東洋的神秘主義と融合された。万物の根源としての一者つまり善は存在の極致である。一者の反映として理性、ヌースが生ずるのと同様に一者はそれ自身から生じる。ヌースの中にはイデアの備蓄が無限に含まれている。宇宙霊魂とはヌースの模造であり、ヌースが一者に含まれているように宇宙霊魂もヌースに含まれ、ヌースから生じる。それ自体としては存在していない質料に知識を与えることで、宇宙霊魂は自身の内に含まれる物体を構成する。それゆえに自然は完全で生命と魂に与えられている。魂は質料に縛り付けられており、肉体の束縛から逃れて本来の根源に戻ることを熱望している。美徳と哲学的思索において魂は自身を理性からエクスタシーの状態へと上昇させ、そこで理性によって知ることのできない善なる第一の存在を見、そこまで上昇することができる。善、つまり神と結合することが人間の真の能力である。
プロティノスの弟子のポルピュリオスは、さらにその弟子にイアンブリコスがいるが、キリスト教に対して確固とした反対の立場を築き上げた。また、この時期にプルタルコスによって学園が開かれた（アカデメイア再建）。もっとも名声を得た学頭は485年に亡くなったプロクロスである。彼はプラトンの著書に対する注釈で名を残している。アカデメイアは東ローマのユスティニアヌス帝によって529年に閉じられるまで存続した。
その後、学者たちはサーサーン朝へ移ったものの、そこでの扱いに失望し、最終的にペルシアを去った（その後の足取りは不明）。
プラトニズムの終焉により、キリスト教哲学・アラビア哲学という新たな哲学の時代が訪れることとなった。

### ネオプラトニズムとキリスト教

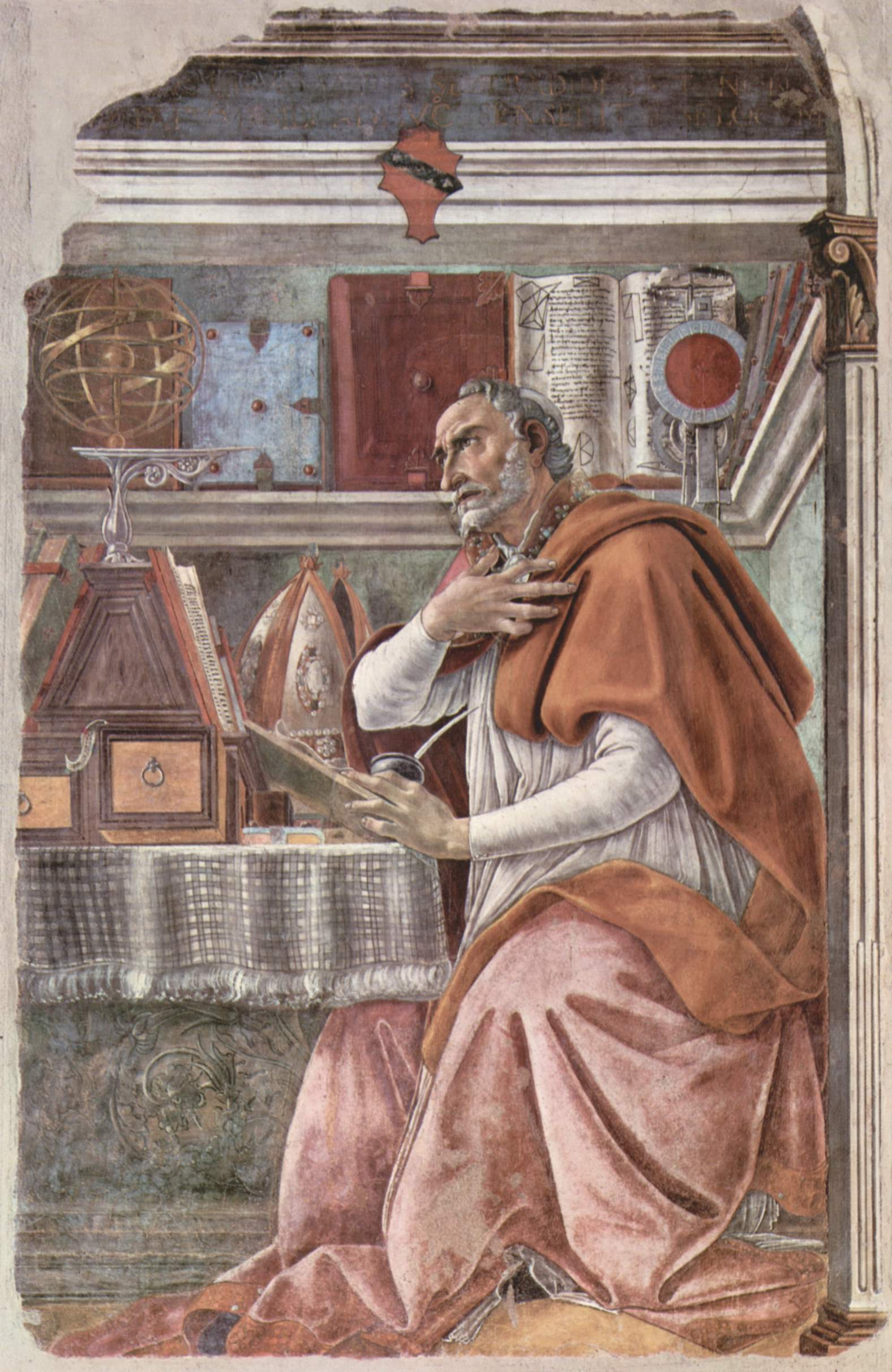
ヒッポのアウグスティヌスをはじめとする多くの西洋の聖職者がプラトニズムに影響を受けた

プラトニズムはアレクサンドリアのクレメンスやオリゲネス、カッパドキア三教父を通じてキリスト教に影響を与えた。さらにヒッポのアウグスティヌスもガイウス・マリウス・ウィクトリヌスがラテン語に翻訳したポルピュリオスやプロティノスの著作を通じてプラトニズムに出会い、影響を受けていた。
中世にはプラトニズムは信じるべきものと考えられ、今日でもプラトニズムに含まれる考えの多くがキリスト教の恒常的な要素となっている。プラトニズムは東洋と西洋の両方の神秘主義にも影響を与えている。一方プラトニズムは様々な哲学者に影響を与えている。そのまた一方でアリストテレスは13世紀にはプラトンよりも影響があったし、根本的な部分にプラトンの影響を残してはいるトマス・アクィナスの哲学も多くの注目を集めていた。
ルネサンスの時代には、スコラ学者たちはプラトン自身の哲学により興味を持つようになった。16世紀、17世紀、19世紀のイングランドでは、プラトンの思想は多くの宗教思想家に影響を与えた 。しかしながらヨーロッパ大陸の正統派プロテスタントでは、自然の理性が信じられず、しばしばプラトニズムに対して批判的であった。

## プラトニズムの神学
多くの古代ギリシャの哲学者が、一神教と似た多神教的な一神教を信じていたが、プラトン主義についても異教の一神教（pagan monotheism）として分類することがある。
プラトニズムはキリスト教徒が天使、聖人といった神聖（divine）あるいは神（god）と呼ぶことができる存在を持つように、ある一つの神を特定の神（Godあるいはthe God）と呼び、その特定の神を除いた神々には、最高神を頂点とした階層制よりもはるかに徹底した従属関係（派生関係）をもたせていたと考えられている。彼らは単なる最高神でなく『特定の神（the God）』、それだけが神と呼ぶに値する唯一無二の神かのように特別な名称を使った。
プラトン主義者にとって神は唯一のものであったが、それ以外にも神聖（divine）と呼ばれる存在がおり、彼らは特別な神の被造物でありながら、神の恩恵によって不死を与えられた。彼らは唯一の特別な神の慈悲によってのみ不死であり神聖であった。プラトン主義者は、地上の世界は悪魔で満ちていると考えていたが、悪魔のすべてが神聖視されていたわけではなく、彼らの中には賢くなく高潔でもないものがいた。問題のある悪魔を操作して自己の利益のために力を行使することができるとされていた。

## 近代プラトニズム
プラトン自身、ヌメニオス、プロティノス、アウグスティヌス、プロクロスといった思想家たちの本来の歴史的なプラトニズムから離れて、近代的な感覚で抽象的な対象に関する理論を考えようという展望を持つことは可能である。
このような近代プラトニズムは膨大な数の哲学者・数学者・論理学者によってなんらかの方法で、何かしらの時に支持されてきた。そういう学者にはベルナルト・ボルツァーノ、ゴットロープ・フレーゲ、エドムント・フッサール、バートランド・ラッセル、アロンゾ・チャーチ、クルト・ゲーデル、ウィラード・ヴァン・オーマン・クワイン、ヒラリー・パトナム、ジョージ・ビーラー、エドワード・ザルタといった人々がいる。近代プラトニズムでは数、集合、真理値、属性、概念、命題、意味といった対象も考察の範囲に含まれる。